# 栉穗香苦草
栉穗香苦草（学名：Hyptis pectinata）为唇形科香苦草属下的一个种。